# 1654 Bojeva
1654 Bojeva eller 1931 TL är en asteroid i huvudbältet, som upptäcktes den 8 oktober 1931 av den ryska astronomen Pelageja Sjajn vid Simeizobservatoriet på Krim. Den har fått sitt namn efter den ryska astronomen Nina Bojeva.
Asteroiden har en diameter på ungefär 25 kilometer och den tillhör asteroidgruppen Eos.